# Покрет за хомосексуално ослобађање
Покрет за хомосексуално ослобађање (или геј ослободилачки покрет) је друштвени и политички покрет који је био активан од касних 1960-их до средине 1980-их који је лезбијке и хомосексуалце наговарао да се укључе у радикалну директну акцију и да се супротставе друштвеној срамоти геј поносом. У феминистичком духу где лично питање део политичког, најосновнији облик активизма био је нагласак на каминг ауту породици, пријатељима и колегама и животу као отворено лезбијске или хомосексуалне особе.
Стоунвол Ин у геј четврти Гринвич Вилиџа на Менхетну био је место Стоунболске побуне у јуну 1969. године и постао је колевка модерног ЛГБТ права и покрета за ослобађање хомосексуалаца. Током овог периода, годишњи политички маршеви кроз веће градове, обично одржавани у јуну (у знак сећања на протест у Стоунволу), још увек су били познати као маршеви „Геј ослобађање“. Тек касније седамдесетих (у урбаним хомосексуалним центрима) и све до осамдесетих (у мањим заједницама), маршеви су почели да се називају „геј парада поноса“. Покрет је укључио лезбијску и хомосексуалну заједницу у Северној Америци, Јужној Америци, западној Европи, Аустралији и Новом Зеланду.
Хомосексуално ослобађање такође је познато по својим везама са контракултуром тог времена (нпр. групе попут радикалних вила) и по намери геј ослободилаца да трансформишу или укину темељне институције друштва као што су пол и нуклеарна породица; генерално, политика је била радикална, антирасистичка и антикапиталистичка. Да би се постигло такво ослобођење, коришћени су подизање свести и директно деловање. Иако су активизам и свест о ХИВ-у / АИДС- у (у групама попут ЕКТ АП) радикализовали нови талас лезбијки и хомосексуалаца 1980-их, а радикалне групе наставиле да постоје, почетком деведесетих радикализам ослобађања хомосексуалаца био је помрачен у главним токовима новоизашлих, асимилационих, белих хомосексуалаца који су истицали грађанска права и главну политику.
Термин хомосексуално ослобађање понекад се односи на шири покрет за ослобађање ЛГБТ особа од социјалног и правног угњетавања. Понекад се израз покрет за ослобађање хомосексуалаца користи синонимно или наизменично са покретом за геј права. Комитет за Дан ослобођења улице Христофера оформљен је у Њујорку у знак сећања на прву годишњицу нереда у Стоунволу у јуну 1969. године, што је почетак међународне традиције догађаја крајем јула за прославу геј прајда. Годишњи фестивали прајда у Берлину, Келну и другим немачким градовима познати су као Дани улице Христофер (Christopher Street Days или CSD).

## Порекло и историја покрета
Иако су нереди из Стоунвола-а 1969. у Њујорку популарно упамћени као искра која је произвела нови покрет, порекло претходи овим иконичним догађајима. Милитантни отпор полицијским нападима није био ништа ново: већ 1725. године купци су се борили против полицијске рације у лондонској хомосексуалној моли кући . Организовани покрети, посебно у западној Европи, активни су од 19. века, производећи публикације, формирајући друштвене групе и водећи кампању за социјалне и правне реформе. Покрети из периода који је непосредно претходио хомосексуално ослобађање, од краја Другог светског рата до касних 1960-их, познати су заједнички као хомофилни покрет. Покрет хомофила описан је као „политички конзервативан“, иако је доминантна култура тог доба позиве на друштвено прихватање истополне љубави сматрала радикалним рубним ставовима.